# Lidia Zajchowska
Lidia Zajchowska z domu Kudryńska (ur. 14 października 1941 w Kowlu) – polska programistka i nauczycielka, jedna z pierwszych polskich informatyczek.

## Życiorys
Lidia Zajchowska do liceum uczęszczała w Chojnowie. od 1959 do 1964 studiowała matematykę na Uniwersytecie Wrocławskim. Zrobiła specjalizację pedagogiczną (III rok), statystyczną (IV rok) oraz maszyny cyfrowe (V rok). Pracę magisterską „Tłumaczenie wyrażeń boolowskich z języka Algol 60 na kod wewnętrzny maszyny cyfrowej Elliott 803” napisała pod kierunkiem Stefana Paszkowskiego.
1 września 1964 rozpoczęła pracę w dziale rozwojowym, sekcji systemów operacyjnym i języków programowania, Zakładów Elektronicznych ELWRO we Wrocławiu, kolejno w zespole Thanasisa Kamburelisa, a następnie Teodora Miki. Zajmowała stanowiska: programistki, specjalistki programistki, kierowniczki pracowni oprogramowania i kierowniczki działu oprogramowania.
Zajchowska opracowywała moduły oprogramowania podstawowego dla komputerów Odra 1003, Odra 1013, Odra 1204. Opracowała także składnię i translator języka programowania JAS (Język Adresów Symbolicznych), autokodu MOST dla Odry 1204. Zajchowska, znając dobrze oprogramowanie Odry 1204, z powodzeniem znajdowała nabywców komputera za granicą.  Od 1968 brała udział w testowaniu oprogramowania i opracowywaniu po polsku dokumentacji dla maszyn cyfrowych serii Odra 1300 (Odra 1304, Odra 1305, Odra 1325). Była główną projektantką i wykonawczynią oprogramowania systemu TAPOL (Tablice Połączeń) na potrzeby produkcji płytek drukowanych. Była wieloletnią przewodniczącą polskiej delegacji na posiedzenia JS EMC w Moskwie w zakresie oprogramowania. W 1967 odbyła trzymiesięczny staż w Moskiewskim Elektrotechnicznym Instytucie Łączności. Napisała rozdział książki pod redakcją Zdzisława Hellwiga „Maszyny cyfrowe i ich zastosowanie” wydanej w 1975 r.
W 1978 przeszła do pracy w Instytucie Komputerowych Systemów Automatyki i Pomiarów. W 1989 rozpoczęła pracę jako nauczycielka matematyki i informatyki w szkole średniej. W 2002 przeszła na emeryturę. Zajęła się malowaniem i robieniem grafik.
Jedna z bohaterek książki Cyfrodziewczyny. Pionierki polskiej informatyki z 2020 roku. Mąż – inżynier elektronik; matka dwóch córek.